# Alouidane
Alouidane  (in arabo الويدان‎?) è un centro abitato e comune rurale del Marocco situato nella prefettura di Marrakech, regione di Marrakech-Safi. Conta una popolazione di 28 194 abitanti (censimento 2014).